# Woutherus Mol
Woutherus Mol  (Haarlem, 1785. március 21. – Haarlem, 1857. augusztus 30.) holland festőművész és grafikus.

## Életútja
Woutherus Mol Haarlemben született. Korán eldöntötte, hogy a festőművészi pályát választja hivatásául, ezért az ugyancsak haarlemi Hermanus van Brusselhez szegődött tanítványként. 1802-ben tagja lett a haarlemi festő társaságnak (hollandul: Tekengenootschap Kunstmin en Vlijt). Felkeltette érdeklődését a párizsi szépművészeti múzeum, ahol számos holland festőmester művét őrizték és szüleinek engedélyével 1806-ban a francia fővárosba költözött. Ott a szintén holland, csendéleteket festő Gerard van Spaendonck vette szárnyai alá, aki az ottani intézet tanára volt. Mivel Molt inkább a történelmi témájú festészet érdekelte, órákat vett Jacques Louis Davidtól, aki szintén az intézetben tanított. Mol 1807-ben megnyerte a holland, I. Lajos király által adományozott Római Díjat, ugyanakkor megnyerte a Hollandsch Kweekeling (azaz holland diák) ösztöndíjat, így tovább folytathatta tanulmányait a párizsi intézetben. Mivel az ösztöndíj egyik feltétele az volt, hogy munkáit különböző kiállításokon bemutassa, 1810-ben a Raffaello azonos nevű munkája alapján készített, a Szent Családot ábrázoló festményét kiállították egy neves amszterdami bemutatón. Párizsban alapozta meg festőművészi karrierjét, s a Római-díjjal járó itáliai utazást és tanulási lehetőséget nem használta ki.
Miután 1813-ban ismét elismerték Hollandia függetlenségét hazatért szülővárosába, ahol tovább mélyítette ismereteit a régi holland festők tanulmányozása révén. Ebben nagy segítséget kapott az amszterdami múzeumtól. 1818-ban alapozta meg hazai hírnevét, amikor az amszterdami művészeti kiállításra elkészítette I. Vilmos herceg halála című festményét, amelynek alapjául a herceg egyetlen, Christiaen Jansz van Bieselingen által festett portréját használta fel. Ez volt az első önálló, eredeti alkotása, hiszen ezidáig főleg klasszikus festmények másolásával foglalkozott. A festmény óriási siker volt, s már a kiállítás alatt ezer guldent ígértek érte. A festményt végül a király anyja vásárolta meg ezernyolcszáz forintért (florin) ajándékként menyének. Nagyjából e sikerének köszönhetően a Brüsszeli Királyi Akadémia (hollandul: Koninklijke Academie voor Schone Kunsten te Brussel) tiszteletbeli tagjává választották. Annak ellenére, hogy számos más portréval is részt vett az amszterdami művészeti kiállításon, mégis ez volt az, amelyik felkeltette a látogatók érdeklődését és nem utolsósorban kritikáknak is okot adott. Mivel egy létező portré alapján készült a festmény, többen megkérdőjelezték portréfestői képességeit. 1826-ban a Királyi Intézet (hollandul: Koninklijk Instituut) levelező tagja lett.
Későbbi munkáinak minősége jelentősen gyengébb volt, így a közvélemény meglehetősen korán ellene fordult. Noha barátai mindvégig támogatták és bátorították, Woutherus Mol 1846-ban idegösszeomlást szenvedett és bevonult a haarlemi római katolikus szegényházba (hollandul: Rooms-Katholieke Wees- en armenhuis). Ebben az épületben ma a városi rendőrkapitányság székel. Itt hunyt el 1857-ben. Életének utolsó évtizedében felhagyott a festészettel. Számos képe látható szétszórtan a különböző hollandiai múzeumokban. A portrék mellett festett még csendéleteket, városképet, zsánerképeket és természetesen történelmi témájú festményeket. A haarlemi Teylers Múzeumban őrzik az Alvó fiú című festményét.